# Горрівіль
Горрівіль (нім. Horriwil) — громада  в Швейцарії в кантоні Золотурн, округ Вассерамт.

## Географія
Громада розташована на відстані близько 30 км на північний схід від Берна, 8 км на південний схід від Золотурна.
Горрівіль має площу 2,6 км², з яких на 13,4% дозволяється будівництво (житлове та будівництво доріг), 59,5% використовуються в сільськогосподарських цілях, 26,7% зайнято лісами, 0,4% не є продуктивними (річки, льодовики або гори).

## Демографія
2019 року в громаді мешкало 830 осіб (+2,5% порівняно з 2010 роком), іноземців було 4,5%. Густота населення становила 314 осіб/км².
За віковим діапазоном населення розподілялося таким чином: 21,6% — особи молодші 20 років, 57,3% — особи у віці 20—64 років, 21,1% — особи у віці 65 років та старші. Було 337 помешкань (у середньому 2,4 особи в помешканні).
Із загальної кількості 207 працюючих 19 було зайнятих в первинному секторі, 98 — в обробній промисловості, 90 — в галузі послуг.